# Caecilia caribea
Caecilia caribea е вид безкрако земноводно от семейство Caeciliidae.

## Разпространение и местообитание
Видът е разпространен в Колумбия.
Обитава райони с тропически и субтропичен климат, градски и гористи местности, градини и плантации.